# محله هوایی آرتور دون
محله هوایی آرتور دون (به انگلیسی: Arthur Dunn Airpark) یک فرودگاه همگانی بهره‌برداری هوایی است که یک باند فرود چمن دارد و طول باند آن ۵۵۰ متر است. این فرودگاه در شهر تیتوس‌ویل، فلوریدا کشور ایالات متحده آمریکا قرار دارد و در ارتفاع ۹ متری از سطح دریا واقع شده‌است.